# کف‌شوی
|             |  |  |
| انواع کف‌شوی |  |  |

کف‌شوی نوعی ابزار ساده و دستی است و به منظور نظافت و تمیز کردن کف و زمین مورد استفاده قرار می‌گیرد. کف شوی‌ها دارای دو تکه هستند یکه قطعه میله یا دسته‌است و قطعه دیگر رشته‌های نخ، تکه‌های پارچه یا ابر می‌باشد. کف‌شوی‌ها به شکل گرد یا خطی هستند. کف‌شوی‌ها به روش خیساندن در آب و سپس آبگیری و نهایتاً تمیز کردن کف و زمین استفاده می‌شوند. در طرح‌های اخیر تیِ آن به همراه سطل آب آن تعبیه شده‌است.
امروزه کف شوی در شاخه‌های کف شوی برقی (کف شوی صنعتی) نیز گفته می‌شود. کف شوی برقی می‌تواند کاربر از پشت (دستی) یا سرنشین دار باشد. کف شوی صنعتی (اسکرابر) با برس مخصوص سطح زمین را شستشوی داده و سپس با استفاده از تی و سیستم مکش آب اضافه را جمع می‌کند. امروزه از این دستگاه‌ها به دلیل سرعت و کیفیت بالای شستشو در محیط‌های مختلف کوچک و بزرگ با کفپوش‌های متفاوت استفاده می‌شود.
از کفشوی دستی یا تی به عنوان ابزاری برای نظافت سطحی و از اسکرابر برای نظافت عمیق و با کیفیت در اماکن اداری، تجاری، بیمارستان‌ها و… استفاده کرد.

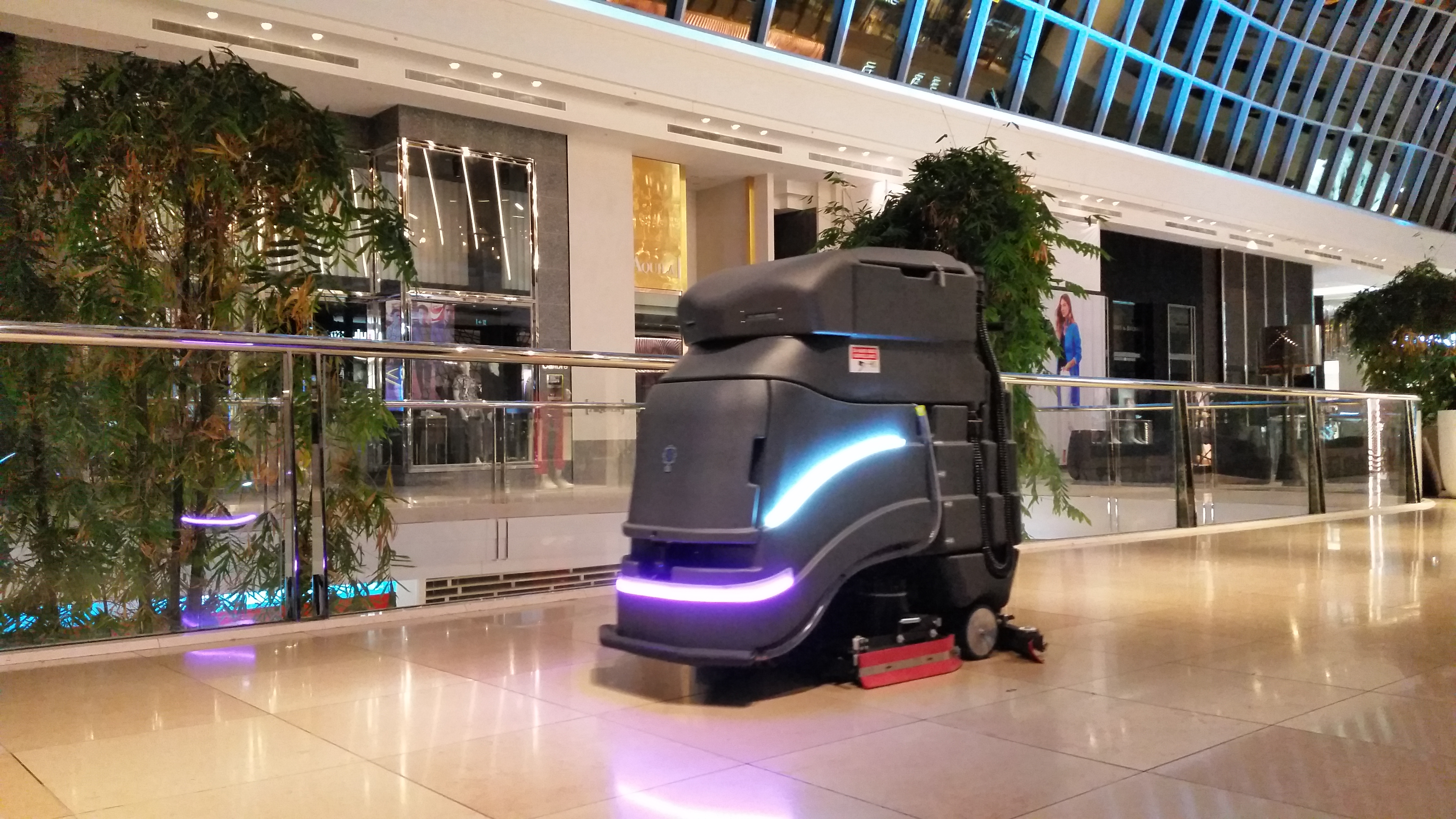
کف شوی صنعتی اسکرابر

## نگارخانه

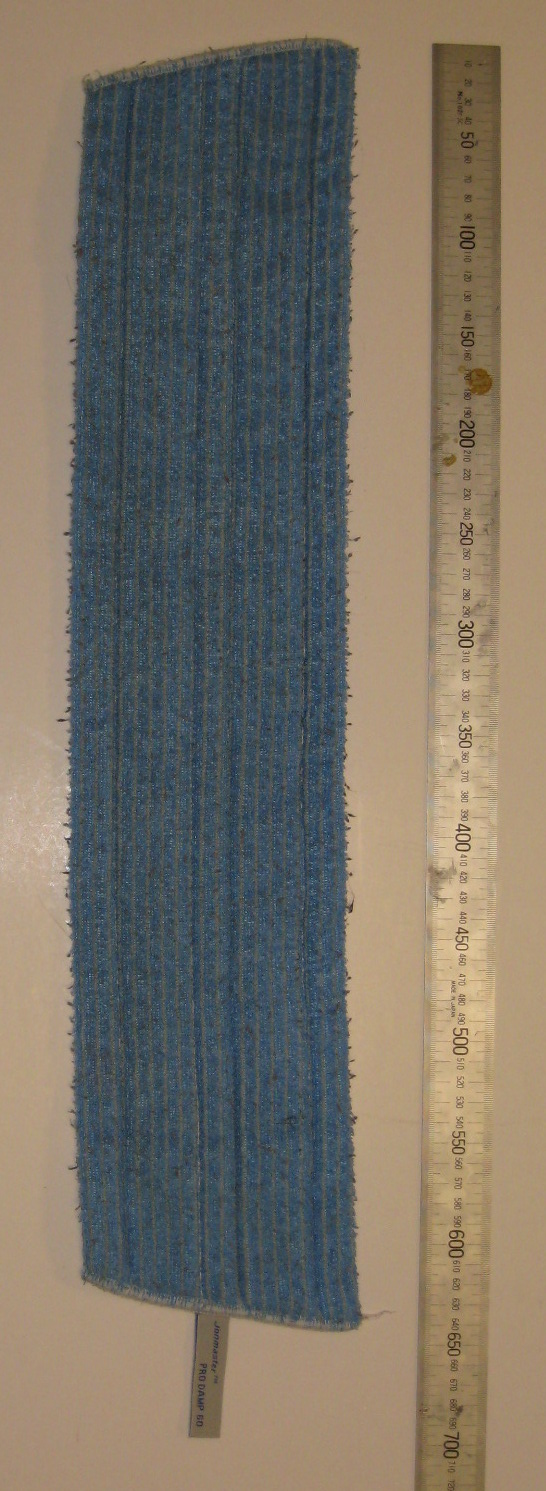
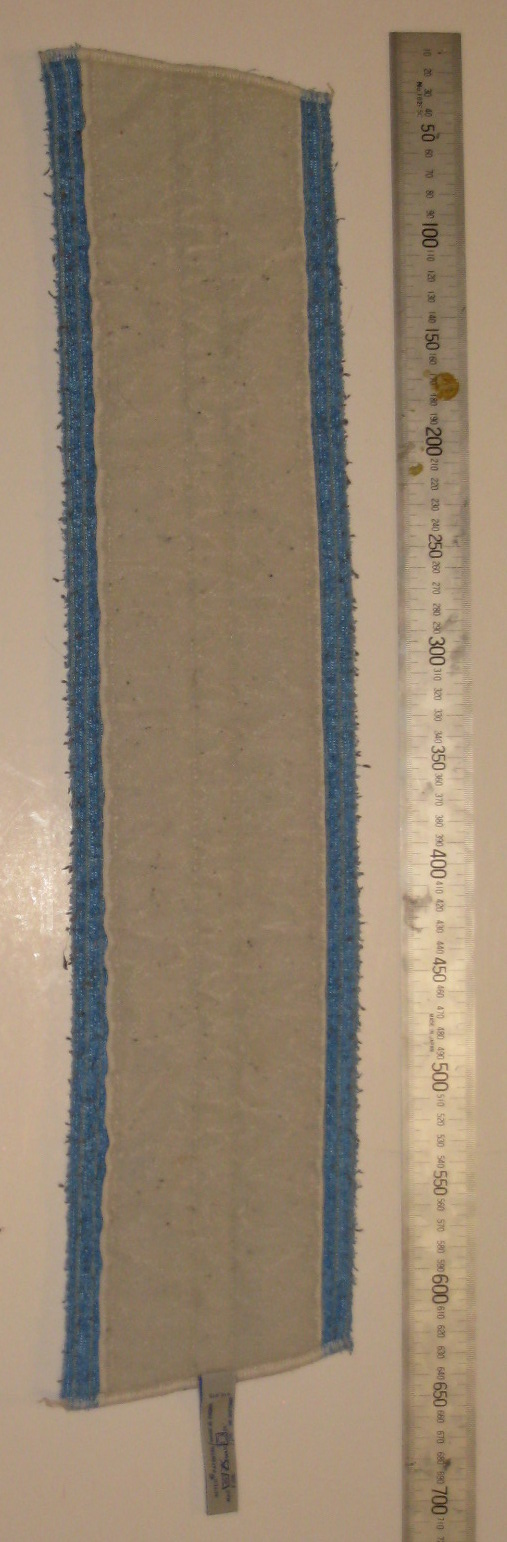
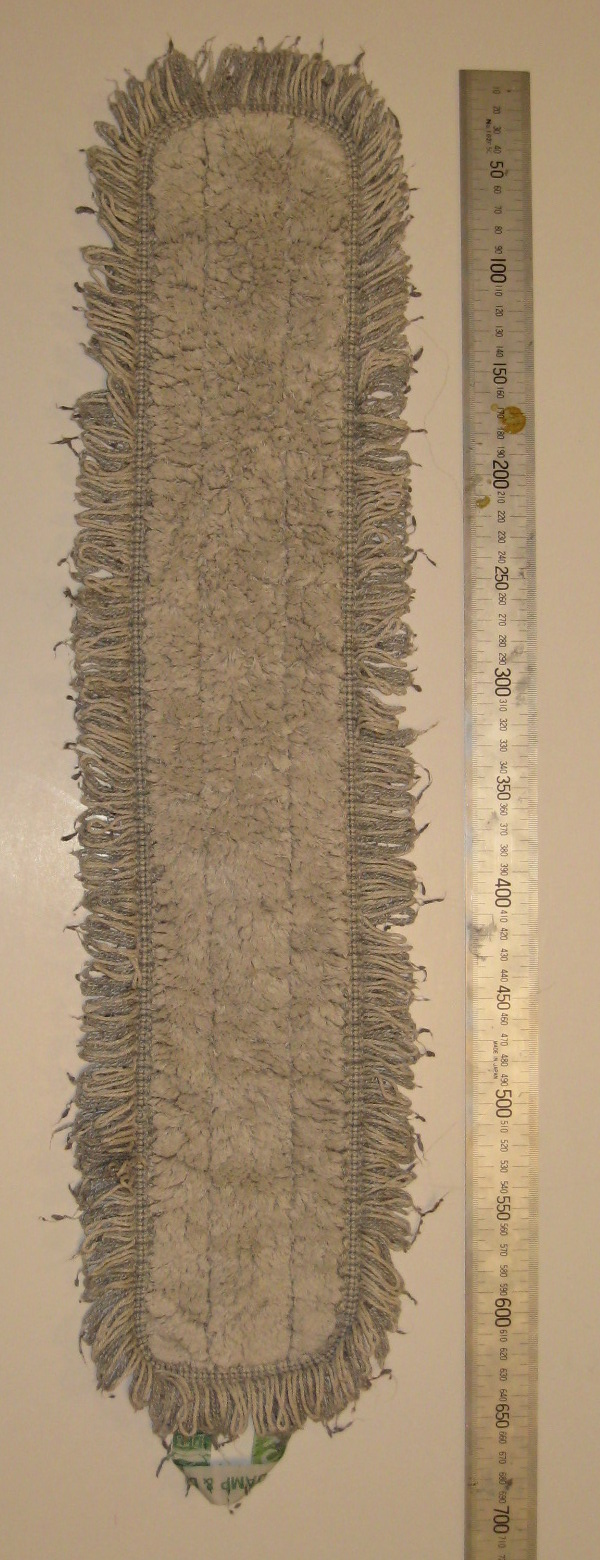